# Ruderatshofen
Ruderatshofen är en kommun och ort i Landkreis Ostallgäu i Regierungsbezirk Schwaben i förbundslandet Bayern i Tyskland.
Kommunen ingår i kommunalförbundet Biessenhofen tillsammans med kommunerna Aitrang, Bidingen och Biessenhofen.